# Србска пчела (лист)
Србска пчела је лист за књижевност, забаву и сатиру који је излазио 1870. године у Београду.

## Историјат
Србска пчела спада међу оне, мале и краткотрајне, који су покренути на крају седме деценије XIX века. У листу је било најмање сатире иако је Србска пчела покренут као сатирични лист. Објављивали су се „вицеви с брадом“ и доста се писало о еманципацији жена.

### Политичка позадина
Уредник листа М. Ј. Ђорђевић је тврдио да не припада ниједној политичкој партији и на тај начин истицао своју самосталност.

### Периодичност излажења
Лист је излазио 5, 15. и 25. дана сваког месеца.

### Изглед листа
Димензије листа су биле 28 cм.

### Место и година издавања
Београд; 1870.

### Штампарија
Србска пчела је штампана у штампарији Милана Стефановића.

## Тематика
- Досетке
- Шале

## Уредник
Лист је издавао и уређивао М. Јов. Ђорђевић.